# Síndrome de Raynaud
Síndrome de Raynaud, também denominada fenómeno de Raynaud (português europeu) ou fenômeno de Raynaud (português brasileiro), é uma condição médica em que o espasmo das artérias causa episódios de diminuição da corrente sanguínea. Geralmente afeta os dedos das mãos, embora em alguns casos possa também afetar os dedos dos pés. Raramente afeta o nariz, orelhas ou lábios. Durante um episódio, a parte afetada torna-se branca e depois azul. Em muitos casos é acompanhada de formigueiro ou dor. À medida que a corrente sanguínea regressa, a área torna-se vermelha e arde. Geralmente os episódios duram apenas alguns minutos, embora seja possível que durem várias horas.
Os episódios são muitas vezes desencadeados pelo frio ou stresse emocional. Existem dois tipos principais: síndrome de Raynaud primário, quando a causa é desconhecida, e síndrome de Raynaud secundário, que ocorre como resultado de outra doença. O Raynaud secundário pode ocorrer devido a uma doença dos tecidos conjuntivos, como esclerodermia ou lúpus, lesões nas mãos, fumar, problemas na tiroide e alguns medicamentos, como pílulas contracetivas. O diagnóstico é tipicamente baseado nos sintomas.
O principal tratamento consiste em evitar a exposição ao frio. Entre outras medidas estão a interrupção do consumo de nicotina ou estimulantes. Nos casos em que não há melhorias com estas medidas, podem ser administrados bloqueadores dos canais de cálcio e iloprosta. Não há evidências que apoiem o uso de práticas de medicina alternativa. Muito raramente, os casos graves podem ser complicados com úlceras na pele ou gangrena.
A condição está presente em cerca de 4% de todas as pessoas. O início da forma primária dá-se geralmente entre os 15 e os 30 anos de idade e é mais comum entre mulheres. A forma secundária geralmente afeta pessoas mais velhas. Ambas as formas são comuns em climas frios. A doença é assim denominada em homenagem ao médico francês Maurice Raynaud, que descreveu pela primeira vez a condição em 1862.